# Universala Vortaro
Universala Vortaro (UV) (Diccionario Universal en esperanto) es un diccionario y una de las partes del Fundamento de Esperanto. Consiste principalmente en raíces extraídas de otras lenguas como el inglés, alemán, francés, polaco y ruso.

## Inicio y estatus
El Universala Vortaro fue publicado por primera vez por Zamenhof en 1894 en Varsovia. De acuerdo a las propuestas de Zamenhof y los participantes del primer Congreso Universal de Esperanto realizado en Boulogne-sur-Mer en 1905, fue aceptado como parte del fundamento en la Declaración de Boulogne. De modo que lo convirtieron en "Intocable" (§ 4.3 de la Declaración: "Para todos los hablantes de esperanto es obligatorio el "Fundamento de Esperanto", el cual nadie tiene el derecho de cambiar."). 

## Problemas de interpretación
La estructura de Universala Vortaro está basada en seis listas de lenguas (Esperanto y 5 lenguas naturales), lo cual ha causado diversas teorías y en algunas ocasiones también problemas prácticos. Cómo interpretar justamente el significado de "Vortoj" (palabras) como "Radikoj" (raíces). Estos ejemplos y otros apenas se han sistematizado hasta hoy.

## ¿Cómo interpretar incongruencias de significado en las lenguas?
No todas las palabras tienen el mismo significado en diferentes idiomas. Por ejemplo la raíz ofend: "offenser | offend | beleidigen | обижать | obraźać, krzywdzić". En alemán podría interpretarse como ofender a una persona. Sin embargo, en francés se interpretaría como ofender/transgredir una ley. En Plena Vortaro, escrito en 1930, registra el significado como ofender la ley, y Plena Ilustrita Vortaro, de 1970, lo registra como ofender a una persona.